# Balderschwang
Balderschwang – miejscowość i gmina w południowych Niemczech, w kraju związkowym Bawaria, w rejencji Szwabia, w regionie Allgäu, w powiecie Oberallgäu, wchodzi w skład wspólnoty administracyjnej Hörnergruppe. Leży w regionie Allgäu, w Alpach Algawskich, około 15 km na południowy zachód od Sonthofen, przy granicy z Austrią.
W miejscowości rośnie najstarsze drzewo w Niemczech, jest nim cis pospolity o wieku powyżej 2 tys. lat.

## Polityka
Wójtem gminy jest bezpartyjny Werner Fritz, rada gminy liczy sobie 8 osób.
|      | CSU | Razem |
| 2008 | 8   | 8     |
| 2002 | 8   | 8     |

## Galeria

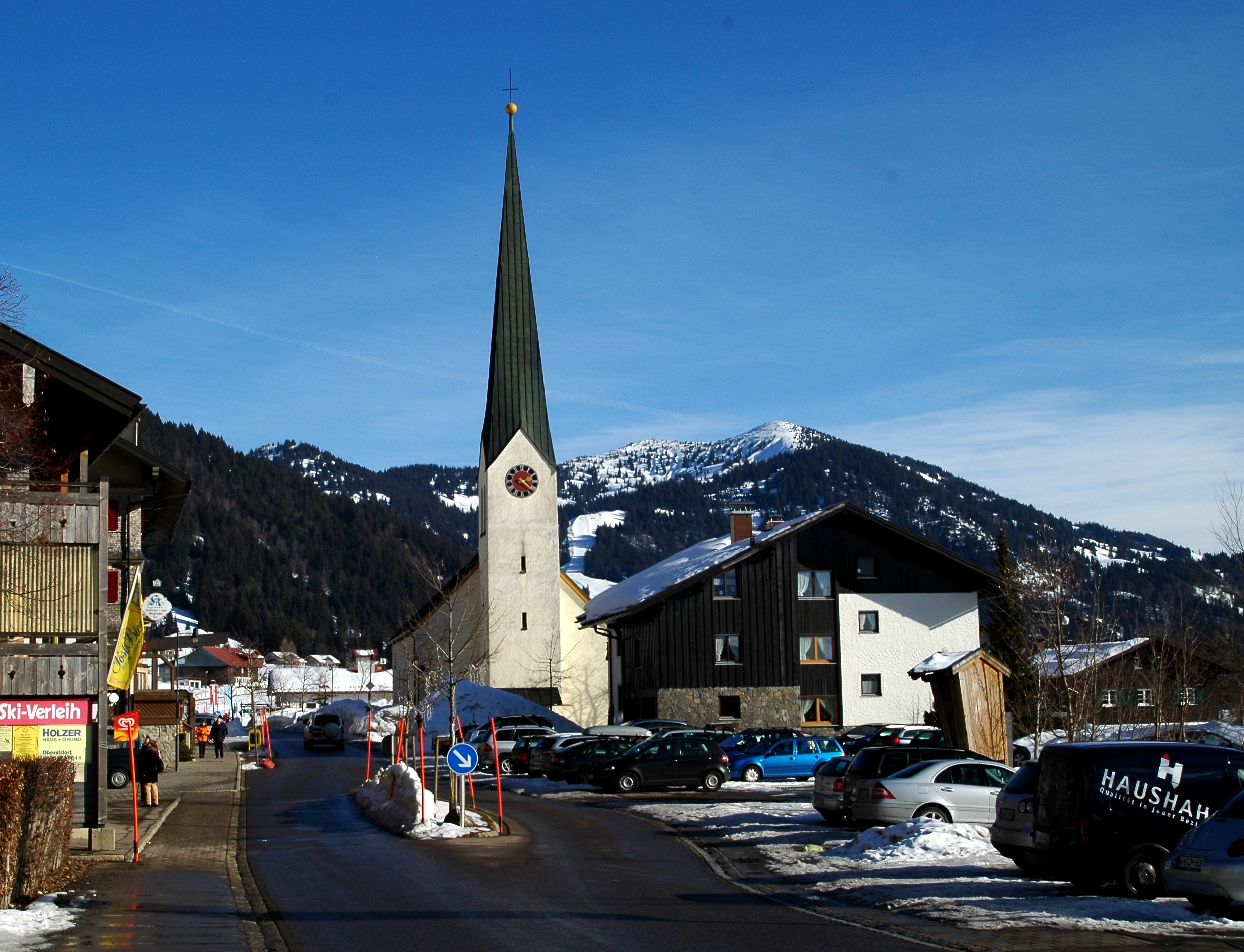
Balderschwang
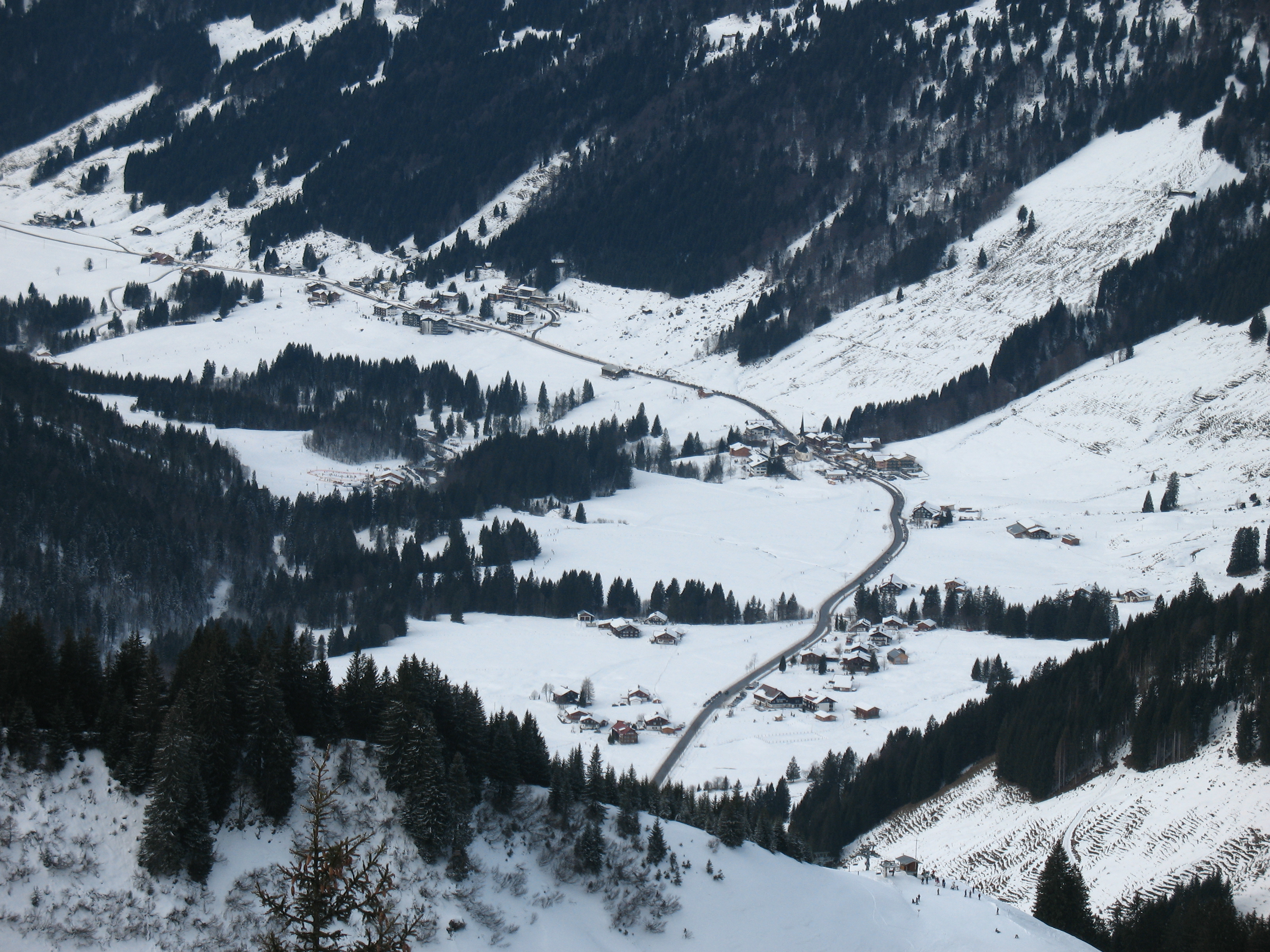
Widok na miejscowość ze wschodu
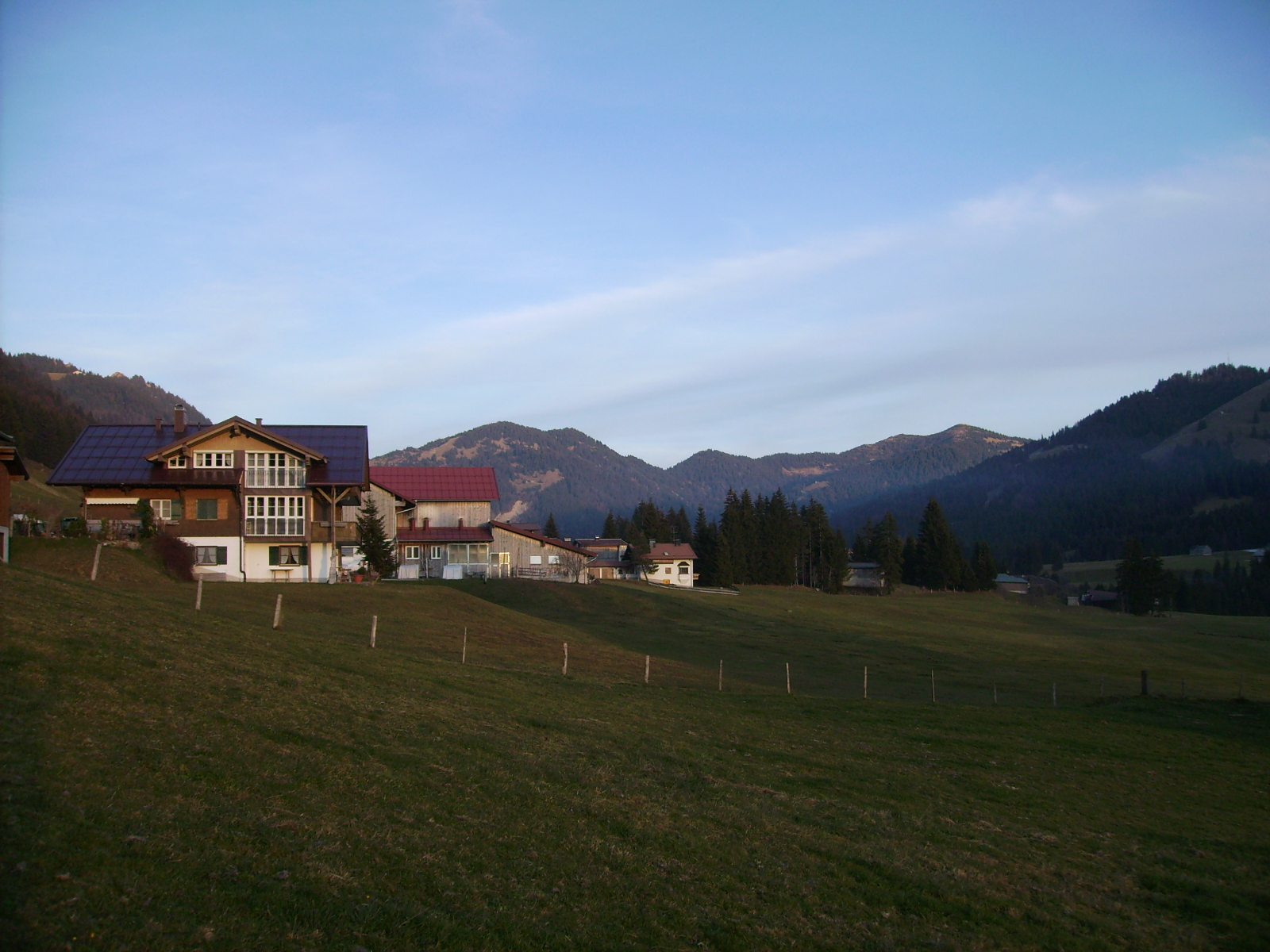
Balderschwang